# Daniel Engman
Karl Reinhold Daniel Engman, född 29 augusti 1973 i Älvsbyn, är en svensk sångare och musikalartist. 

## Biografi
Han utbildades vid Balettakademien i Göteborg 1997–2000. Sedan dess har han haft roller i ett flertal musikaler och musikteaterföreställningar. Hösten 2011 medverkade han i Les Misérables i Malmö, bland annat som understudy till huvudrollen Javert. 2012 medverkade han i den nyskrivna musikteaterföreställningen Min vän fascisten på Malmö Stadsteater.
Utöver detta har Engman medverkat som solist på konserter, bland annat med Radiosymfonikerna i Berwaldhallen och med Dalasinfoniettan i Dalhalla under ledning av Anders Berglund. Tillsammans med sångerskan Sanna Martin har han gjort många konserter, bland annat Last Night of the Proms i Stockholms konserthus med Stockholms läns blåsarsymfoniker. Han har även framträtt i TV vid olika tillfällen, bland annat i Sikta mot stjärnorna, Bingolotto och med soul- och gospelkören One voice.
2013 kom Engmans singel "Om du var här". 

## Filmografi
- 2003 – Kommer du med mig då
- 2013 – LFO

## Teater

### Roller
| År   | Roll                                   | Produktion                                                                      | Regi                    | Teater                              |
| ---- | -------------------------------------- | ------------------------------------------------------------------------------- | ----------------------- | ----------------------------------- |
| 2000 | Student                                | Les Misérables                                                                  |                         | Göteborgsoperan                     |
| 2001 | Johan                                  | Singel Liv                                                                      |                         | Lasse i parken                      |
| 2001 | Gugge                                  | Tant Blomma                                                                     |                         | Lasse i parken                      |
| 2001 | Tom Collins                            | Rent Jonathan Larson                                                            | Nick Bye                | Göta Lejon                          |
| 2002 | Cecil Beaton                           | Garbo The Musical Michael Reed, Jim Steinman och Warner Brown                   | Scott Faris             | Oscarsteatern                       |
| 2003 | Medverkande                            | Queen show                                                                      |                         | Silja Festival                      |
| 2004 | Medverkande                            | Wallmans on tour                                                                |                         | Silja Europa                        |
| 2005 | Monsieur D’Arque Odjuret (reserv)      | Skönheten och odjuret Alan Menken, Howard Ashman, Tim Rice och Linda Woolverton | Hans Berndtsson         | Skövde stadsteater/ Göteborgsoperan |
| 2006 | Warrior                                | London the musical                                                              |                         |                                     |
| 2006 | Monsieur Dárque Odjuret                | Skönheten och odjuret                                                           |                         | Göta Lejon                          |
| 2006 | Tom Collins                            | Rent Jonathan Larson                                                            | Jan Åström Roger Lybeck | Göta Lejon                          |
| 2007 | Zoltan Kharpathy Higgins               | My Fair Lady Frederick Loewe och Alan Jay Lerner                                | Rikard Bergqvist        | Göteborgsoperan                     |
| 2008 | Medverkande                            | Best of Broadway - Musikalkonserter                                             |                         | Berwaldhallen                       |
| 2008 | Storm Trooper Roger de Bris            | The Producers - Det våras för Hitler                                            |                         | Chinateatern                        |
| 2009 | Fader Abraham                          | Life of Bellman                                                                 |                         | Ulriksdals slottspark               |
| 2010 | Storm Trooper Roger de Bris            | The Producers                                                                   |                         | Lorensbergsteatern/ Slagthuset      |
| 2010 | Khashoggi                              | We will rock you Ben Elton och Queen                                            | Ben Elton               | Cirkus, Stockholm                   |
| 2011 | Khashoggi                              | We will rock you Ben Elton och Queen                                            | Ben Elton               | Folketeateret, Oslo                 |
| 2011 | Combeferre Javert                      | Les Misérables Claude-Michel Schönberg, Alain Boublil och Herbert Kretzmer      | Ronny Danielsson        | Malmö Opera                         |
| 2012 | Marcus                                 | Ingvar                                                                          |                         | Hippodromen                         |
| 2013 | Carl-Magnus Malcolm                    | Sommarnattens leende (A Little Night Music) Stephen Sondheim och Hugh Wheeler   | Dennis Sandin           | Malmö Opera                         |
| 2016 | Ensemble Auktionsförrättare Brandchef  | The Phantom of the Opera Andrew Lloyd Webber, Charles Hart och Richard Stilgoe  | Harold Prince           | Cirkus, Stockholm                   |
| 2018 | Kommissarie Pinckney m.fl.             | Gentlemannen Robert L Freedman och Steven Lutvak                                | Markus Virta            | Oscarsteatern                       |
| 2019 | Edward Bloom junior                    | Big Fish John August och Andrew Lippa                                           | Ronny Danielsson        | Uppsala Stadsteater                 |
| 2019 |                                        | Kul med en kvinna! Alma Kirlic                                                  | Karin Enberg            | Uppsala stadsteater                 |
| 2020 |                                        | Next to Normal Brian Yorkey och Tom Kitt                                        | Ronny Danielsson        | Uppsala Stadsteater                 |
| 2021 | Alex, kommunikationsofficerare (en ko) | Djur som hatar människor Erik Gedeon                                            | Erik Gedeon             | Uppsala stadsteater                 |
| 2022 | Konstapel Brophy                       | Arsenik och gamla spetsar (Arsenic and Old Lace) Joseph Kesselring              | Philip Zandén           | Uppsala stadsteater                 |
| 2023 | Dick                                   | 9 to 5 Patricia Resnick och Dolly Parton                                        | Farnaz Arbabi           | Uppsala stadsteater                 |
| 2025 | Harry Fabriksarbetare                  | Kinky Boots Harvey Fierstein och Cyndi Lauper                                   | Ronny Danielsson        | Uppsala stadsteater                 |